# Martino di Dacia
Martino di Dacia (noto anche come Martinus Dacus, Martinus de Dacia, Morten Mogensen; Ribe, ... – 10 agosto 1304) è stato un presbitero, filosofo, teologo e grammatico danese della Scolastica. Nel 1270 redasse il De Modis significandi, influente trattato di grammatica
 A Napoli fu uno dei maestri di san Tommaso d'Aquino (docente di grammatica e logica).

## Biografia
Morten Mogensen nacque a Ribe,  nello Jutland, probabilmente alla fine degli anni '40 o all'inizio degli anni '50 del XIII secolo. Mogensen conseguì il dottorato in teologia alla Sorbona, dove ottenne il titolo di Magister artium e Magister theologiae. A partire dal 1290, ottenne una prebenda in qualità di canonico della cattedrale di Ribe, nonché quella di prevostro di Schleswig e canonico/decano di Lund. A Schleswig, Mogensen fondò una vicaria nella parrocchia di Sywertmanrip.
Mogensen fu menzionato nel 1288 come cancelliere del re danese Eric VI Menved (regnante dal 1286 al 1319). Nel 1296/97 rappresentò come procuratore il re danese Erik VI in un processo a Roma davanti al tribunale papale (il papa era Bonifacio VIII) nella controversia tra l'arcivescovo di Lund Jens Grand e il re.
Mogensen morì nel 1304 a Parigi e fu sepolto a Notre Dame dove era canonico.
Era benestante e nel 1303 aveva donato un altare alla cattedrale di Roskilde.

## Nome
La traduzione del suo nome, Morten Mogensen, in latino medievale come Martinus de Dacia deriva dal fatto che, durante il Medioevo, Dacia era il nome della provincia ecclesiastica che copriva l'intera regione nordica.

## Attività
Fu uno dei primi filosofi speculativi (modisti) del linguaggio, come Tommaso di Erfurt, Radolfo Brito e Boezio di Dacia. La sua opera principale, il De Modis significandi, fu il testo di riferimento della scuola modista fino alla comparsa dei Novi modi significandi di Tommaso di Erfurt. L'opera è conservata in diversi manoscritti (a differenza delle sue opere filosofiche) e fu studiata fino al XV secolo, a Parigi e in Italia. Scrisse anche commenti su Aristotele (Logica), Porfirio (Isagoge) e Boezio.

## Opere
- Danicorum Medii Aevi
- De Modi significandi des Martinus de Dacia
- Quaestiones super Artem Veterem